# One Light
「One Light」（ワンライト）は、Kalafinaの18枚目のシングルである。2015年8月12日にリリースされた。

## 概要
kalafinaとしては、前作の『ring your bell』以降、3か月ぶりのシングルとなった。表題曲はテレビアニメ『アルスラーン戦記』（第1期）の2代目エンディングテーマであり、Kalafinaの5枚目のアルバム『far on the water』にも収録されている。
CDは、通常盤、DVD/BDが付属する初回限定盤（A/B）、DVDが付属する期間限定盤、アナログレコード盤の完全生産限定盤の5形態で発売された。

## 収録曲
通常盤・初回生産限定盤
1. One Light  (4:44)
2. 真昼  (3:53)
3. 五月雨が過ぎた頃に  (4:21)
4. One Light 〜Instrumental〜

DVD/BD 
1. One Light MV（初回限定盤のみ）

 期間生産限定盤 
1. One Light
2. 真昼
3. 五月雨が過ぎた頃に
4. One Light　∼TV Size∼  (1:33)

 DVD
1. 『アルスラーン戦記』ノンクレジットエンディング映像

 完全生産限定盤 
1. One Light
2. 真昼
3. 五月雨が過ぎた頃に
4. One Light 〜Instrumental〜
5. One Light 〜TV　Size〜